# اللمفوما داخل الأوعية
تمثل اللمفوما داخل الأوعية نوعًا نادرًا من الأورام السرطانية، تتكاثر الخلايا اللمفاوية الخبيثة في الأوعية الدموية وتتراكم داخلها. تعتبر اللمفوما الوحيدة التي تغزو الأوعية الدموية، يحدث التكاثر الخلوي الخبيث في باقي أنوع اللمفومات إما داخل العقد اللمفاوية، أو ضمن أجزاء الجهاز اللمفاوي (كالطحال)، أو في الأعضاء غير اللمفاوية (كنقي العظم).
تصنف لمفوما داخل الأوعية بالاعتماد على نوع الخلية اللمفاوية، ويشمل هذا التصنيف ثلاثة مجوعات رئيسية، تمثل اللمفوما كبيرة الخلايا البائية داخل الأوعية 90% من الحالات، وتصنف ضمن خباثات الخلايا البائية تبعًا لمنظمة الصحة العالمية. صنفت بقية أنواع لمفوما داخل الأوعية بالاعتماد على تقارير الحالات المنشورة. تحدث لمفوما الخلايا القاتلة الطبيعية داخل الأوعية على حساب الخلايا الفاتكة الطبيعية، وتحدث لمفوما الخلايا التائية داخل الأوعية على حساب الخلايا تي القاتلة. يندر حدوث النوعان الأخيران من لمفوما داخل الأوعية ويتشابهان بالكثير من الصفات، ولهذا يمكن جمعهم ضمن مسمى واحد وهو لمفوما الخلايا التائية/الفاتكة الطبيعية داخل الأوعية. يترافق هذا الورم بعدوى فيروس إيبشتاين بار ويصنف ضمن أمراض التكاثر اللمفاوي المرافقة لفيروس إبشتاين بار. لم تترافق لمفوما كبيرة الخلايا البائية داخل الأوعية مع فيروس إيبشتاين بار.
تعرف لمفوما داخل الأوعية بسلوكها العدواني، وتصيب الأفراد متوسطي العمر والبالغين الكبار بشكل نموذجي. تتراكم الخلايا الورمية داخل الأوعية الدموية الصغيرة والمتوسطة في الجلد أو الجهاز العصبي المركزي وعادة ما تشخيص في هذه المرحلة. لا تغزو اللمفوما داخل الأوعية العقد اللمفاوية على عكس معظم الأورام اللمفاوية. تترافق جميع أنواع اللمفوما داخل الأوعية بظهور الأعراض الجهازية من الصنف ب كالحمى وفقدان الوزن، وقد تظهر أعراض عضوية محددة ناتجة عن إعاقة الجريان الدموية لهذه العضو وحدوث الاحتشاء (الأذية الناتجة عن فقدان تدفق الدم). 
استخدمت أنظمة العلاج الكيميائي المعيارية لمعالجة اللمفوما داخل الأوعية، لم تكن استجابة الأورام لهذه المعالجات كافية، وتطورت بعض الحالات بسرعة كبيرة. أضيفت في الآونة الأخيرة عوامل العلاج المناعي إلى أنظمة العلاج الكيميائي هذه، واستخدم الريتوكسيماب الذي يعمل على قتل الخلايا البائية، ما أدى إلى زيادة فعالية المعالجة، وتحسين إنذار الشكل الأكثر شيوعًا من هذه الأورام وهو اللمفوما كبيرة الخلايا البائية داخل الأوعية الدموية. لم يصرح حتى الآن عن أي عامل مضاد للخلايا القاتلة الطبيعية أو الخلايا التائية القاتلة ليكون مفيدًا في علاج هذين النوعين من الأورام اللمفاوية داخل الأوعية.

## اللمفوما كبيرة الخلايا البائية داخل الأوعية
تنقسم اللمفوما كبيرة الخلايا البائية داخل الأوعية إلى ثلاثة أشكال مختلفة. تتشارك هذه الأشكال الإمراضية نفسها، تغزو فيها الخلايا اللمفاوية البائية الأوعية الدموية وتتراكم داخلها. تصيب هذه الأشكال مجموعات سكانية مختلفة، وتختلف أيضًا بمكان ظهور الآفات وطريقة المعالجة والإنذار، وتشمل الشكل الكلاسيكي من اللمفوما كبيرة الخلايا البائية داخل الأوعية، والشكل الجلدي، والشكل المرافق لمتلازمة البلعمة.

### التظاهرات
يصيب الشكل الكلاسيكي من اللمفوما كبيرة الخلايا البائية الأفراد في منتصف العمر أو كبار السن (39-90 عامًا)، يظهر لدى الأفراد المصابين الأعراض الجهازية التالية كالحمى (45% من الحالات)، والآفات الجلدية (40%)، واضطرابات الجهاز العصبي المركزي (35%)، والشذوذات السريرية والمخبرية التي تشمل نخاع العظام (18%)، والرئتين (6%)، والغدد الصماء (كالغدة النخامية والغدة الدرقية والغدة الكظرية)، والكبد، والبروستات، والرحم، والعينين، والأمعاء، يمكن أن يصاب أي عضو أو نسيج في بعض الحالات الفردية. تستند هذه النتائج بشكل أساسي إلى دراسات أجريت على 740 مريضًا في أوروبا. أجريت دراسة إضافية في كيبيك في كندا على 29 مريضًا، وأبدت نتائج مماثلة. تختلف التظاهرات من فرد إلى آخر، وتشمل الأعراض الجهازية أيضًا الشعور بالضيق، وفقدان الوزن. تشمل التظاهرات الجلدية كلًا من العقيدات الجلدية، والأورام، والتقرحات، واللويحات المفردة أو المتعددة، قد تكون هذه الآفات مؤلمة، وغالبًا ما تظهر على الثدي وأسفل البطن والأطراف. تشمل اضطرابات الجهاز العصبي المركزي اعتلال الأعصاب المحيطية الحسي و/أو الحركي، وآلام الجذور العصبية الفقرية، وتشوش الحس، ونقص الحس، والحبسة، والرتة، والخزل الشقي، والنوبات، والارتجاج العضلي، وفقدان البصر العابر، والدوار، وتبدل حالة الوعي، تظهر هذه الأعراض بشكل واضح لدى الحالات الناكسة، ومرضى اللمفوما العصبية المنتشرة (غزو الخلايا البائية الخبيثة لواحد أو أكثر من الأعصاب المحيطية). تظهر الفحوص المخبرية اضطرابات غير محددة، مستويات مرتفعة من نازعة هيدروجين اللاكتات في الدم، وسلاسل مستقبلات الانترلوكين 2 إلفا القابلة للذوبان، وفقر الدم، وانخفاض تعداد الصفيحات الدموية، وانخفاض تعداد خلايا الدم البيضاء في 25%-50% من الحالات. لم يكشف عن وجود الخلايا البائية الخبيثة المنتشرة في 90-95% من الحالات. أكدت الأدلة مخبرية إصابة أعضاء محددة في سياق المرض.

## التشخيص
يعتمد تشخيص الشكل الكلاسيكي من اللمفوما كبيرة الخلايا البائية داخل الأوعية على الفحص النسيجي، ويتطلب الحصول على عينات نسيجية (خزعة) من الأنسجة المصابة وخاصة من الجلد، تؤخذ الخزعات من أماكن الإصابة الأخرى في حال غياب الآفات الجلدية. يُظهر الفحص المجهري لهذه الأنسجة وجود خلايا ليمفاوية متوسطة إلى كبيرة الحجم، تتواجد هذه الخلايا داخل أوعية دموية صغيرة ومتوسطة الحجم في الجلد أو الرئة أو أشباه الجيوب في الكبد أو نخاع العظام أو الطحال. تظهر هذه الخلايا الخبيثة على شكل خلايا ريد-ستيرنبرغ في بعض الحالات. لا تظهر الآفات أي امتداد خارج الأوعية الدموية. تعبر الخلايا الليمفاوية الخبيثة داخل الأوعية عن بروتينات الخلايا البائية النموذجية، مثل CD20 التي توجد في جميع الحالات تقريبًا، وCD79a وPax5 التي توجد في معظم الحالات، وMUM1 وBcl-2في 95% إلى 91% من الحالات. تكون معظم هذه الخلايا البائية (80% من الحالات) ذات مركز غير انتاشي، وقد تعبر عن واحد أو أكثر من الشذوذات الجينية، والصبغية، وشذوذات التعبير الجيني. يرافق الشكل الكلاسيكي ظهور مجال واسع من العلامات والأعراض والإصابات العضوية، مما يؤدي إلى صعوبة التشخيص وخاصة في حالة غياب الآفات الجلدية الواضحة. تستخدم خزعات الجلد العشوائية في حال ظهور الإصابة في مكان مغاير للجلد أو في حال اقتصار الأعراض على الحمى غير المفسرة. يدعم تشخيص الشكل الكلاسيكي من اللمفوما كبيرة الخلايا البائية داخل الأوعية وجود هذه السمات المرضية في أكثر من موقع واحد.

## المعالجة والإنذار
تعتبر اللمفوما كبيرة الخلايا البائية داخل الأوعية من الأورام الخبيثة، وتتطلب برنامج علاج كيميائي منتظم بسبب طبيعتها العدوانية. يتبع علاجها النظام القياسي المستخدم لعلاج الأورام اللمفاوية كبيرة الخلايا البائية المنتشرة لعلاج المرضى، يعرف هذا النظام باسم CHOP، ويتكون من السيكلوفوسفاميد، وهيدروكسي داونوروبيسين (دوكسوروبيسين أو أدرياميسين)، وأونكوفين (فينكريستين)، وكورتيكوستيرويد (أي بريدنيزون أو بريدنيزولون)، ويضاف إليه عامل علاج مناعي وهو الريتوكسيماب أحادي النسيلة. حقق العلاج الكيميائي المناعي معدل بقاء إجمالي لمدة 3 سنوات بنسبة 81%. كان معدل البقاء الإجمالي قبل إضافة الريتوكسيماب إلى النظام 33%. قد تحدث تفاعلات شديدة السمية ناتجة عن استخدام الريتوكسيماب مثل القصور التنفسي، وقد تتطلب تأخير أو إيقاف هذا الدواء. استخدمت أنظمة العلاج الكيميائي بجرعات عالية متبوعة بزرع الخلايا الجذعية الذاتية، وأظهرت تحسنًا سريريًا مشابهًا لاستخدام العلاج الكيمائي المناعي. يشكل المرضى الشباب ممن يتمتعون بصحة كافية لتحمل العلاج نسبة صغيرة من المرضى. تفيد إضافة الميثوتريكسات الوريدي إلى نظامCHOP -ريتوكسيماب لدى الأفراد الذين يعانون من إصابة الجهاز العصبي المركزي.